# Linia kolejowa Asker – Spikkestad
Spikkestadlinjen – zelektryfikowana linia kolejowa w Norwegii z Asker do Spikkestad o długości 14 km oddana do użytku w roku 1872. Obecnie jest to linia jednostronnie ślepa.

## Przebieg
Stacje na linii (uwzględniono całą linię 450):
| - Spikkestad - Åsåker - Røyken - Hallenskog - Heggedal - Gullhella - Bondivann - Asker | - Sandvika - Lysaker - Skøyen - Nationaltheatret - Oslo Sentralstasjon |

## Ruch pasażerski
Linia kolejowa jest wykorzystywana w ruchu lokalnym w systemie szybkiej kolei miejskiej w Oslo i nosi numer 550. Od stacji Asker jest połączona z liniami 400, 440 i 450. Takt na trasie wynosi godzina a w godzinach szczytu pół godziny.

## Historia
Linia została otwarta w roku 1872 jako część Drammenbanen. W roku 1973 otwarto tunel Lieråsen, które skrócił czas podróży między Oslo i Drammen co spowodowało spadek znaczenia linii.